# لي فرنسيس
لي فرنسيس (بالإنجليزية: Lee Francis)‏ هو لاعب كرة قدم بريطاني في مركز الدفاع، ولد في 24 أكتوبر 1969 في Walthamstow ‏ في المملكة المتحدة. لعب مع نادي تشيسترفيلد.